# Tobias Mikkelsen
Tobias Pilegaard Mikkelsen (født 18. september 1986) er en dansk tidligere professionel fodboldspiller.

## Klubkarriere
Mikkelsen startede sin karriere i Helsingør IF, og efter et kort ophold i Humlebæk, gik turen til Kongens Lyngby i 2004. Da han kom til klubben var Lyngby BK rykket op i 2. division efter at have været tvangsnedrykket til Danmarksserien pga. rod i økonomien, men allerede året efter var de tilbage i 1. division, og i år 2007 lykkedes det at vende tilbage til Superligaen. En af de centrale skikkelser på Lyngbys hold var netop Mikkelsen, og tilskrives en stor del af æren for oprykningen. 
Brøndby IF sikrede sig Mikkelsens underskrift for ca. 2 millioner. Han skiftede dog d. 18. august 2009 til FC Nordsjælland, hvor han skrev under på en kontrakt gældende i 3½ år. I sin tid hos FC Nordsjælland nåede Mikkelsen at vinde to pokaltitler (2010 og 2011) samt et dansk mesterskab (2012).
Mikkelsen blev udtaget til landsholdet til kampene mod Sverige og Finland, som blev spillet henholdsvis den 11. og 15. november 2011 – han blev skiftet ind mod slutningen af kampen mod Finland og gjorde god figur.

### Greuther Fürth
Den 26. juli 2012 skiftede Mikkelsen til den tyske Bundesligaklub Greuther Fürth, hvor han underskrev en 3 årig aftale.

### Rosenborg BK
Den 16. januar 2013 blev det offentliggjort, at Tobias Mikkelsen havde skrevet under på en fireårig aftale med Rosenborg BK, der spiller i Tippeligaen. Den 23. januar 2013 spillede Tobias Mikkelsen sin første kamp for Rosenborg, da han startede inde i en træningskamp og spillede de første 45 minutter. Han fik sin officielle debut i Tippeligaen den 17. marts 2013, da han startede inde og spillede de første 81 minutter i en 0-1-sejr ude over Odds Ballklubb.

### FC Nordsjælland (2016-2018)
Tobias Mikkelsen skiftede den 8. januar 2016 tilbage til sin tidligere klub FC Nordsjælland, hvor han spillede fra 2009 til 2012. Han skrev under på en toethalvtårig kontrakt.

### Brisbane Roar
I maj 2018 blev Mikkelsen rygtet til Brisbane Roar, og i juni blev skiftet gennemført.

### Helsingborgs IF
Efter et halvt år i 2019 i svenske Helsingborgs IF, valgt Mikkelsen af stoppe sin karriere i foråret 2020.

## Landsholdskarriere
Mikkelsen blev udtaget til U/20-landsholdet i 2006 og har siden også optrådt på U/21-landsholdet og A-landsholdet. Han var blandt andet med til EM i 2012, hvor han blev indskiftet i alle Danmarks tre gruppekampe.